# Cannon Beach
Cannon Beach est une municipalité américaine située dans le comté de Clatsop en Oregon.
Lors du recensement de 2010, sa population est de 1 690 habitants. Station balnéaire de la côte pacifique, la municipalité s'étend sur 1,54 milles carrés (3,99 km2).
La localité doit son nom à un canon du navire Shark qui s'y est échoué en 1846. Elle devient une municipalité le 5 mars 1957.